# P.L. Travers
Pamela Lyndon Travers (født Helen Lyndon Goff; 9. august 1899 – død 23. april 1996) var en australsk-britisk forfatter. Hun er bedst kendt for Mary Poppins, som er en serie på otte børnebøger.

## Liv og karriere
Helen Lyndon Goff blev født i Maryborough, Queensland, Australien. Hendes far havde irske rødder og arbejdede som bankdirektør, mens hendes mor var søster til en britisk koloniadministrator. Selvom hun blev født i Australien, betragtede Travers sig som irsk og gav senere udtryk for, at hendes fødsel var blevet "forlagt".
Hun gik på kostskole i Sydney og arbejdede som skuespillerinde, samtidig med at hun fik sine første digte og historier udgivet i aviser. I 1924 flyttede hun til London, hvor hun tog navnet Pamela Lyndon Travers, og brugte forkortelsen P. L. Travers i sine bøger. Hun er bedst kendt for børnebogsserien Mary Poppins, men var utilfreds i sin rolle som børnebogsforfatter. Travers var kritisk over for Disneys filmatisering i 1964, men selvom hun aldrig accepterede filmen, gjorde den hende rig. Hendes liv og forholdet til Disney er skildret i spillefilmen Saving Mr. Banks. Blandt hendes andre bøger er I Go By Sea, I Go By Land (1941) og Friend Monkey (1971).

## Privatliv
Travers var tilbageholdende med sit privatliv. Hun blev aldrig gift og fik ingen børn. Det menes, at hun havde forhold til både mænd og kvinder.
I 1939 adopterede Travers den irskfødte Camillus Travers Hone. Camillus var uvidende om hans sande afstamning, indtil han var 17 år. Hans tvillingebror, Anthony Hone, kom til London og bankede på døren til Travers' hus, hvor han forlangte at se Camillus. Travers nægtede og truede med at tilkalde politiet. Anthony gik, men kort tid efter et skænderi med Travers, gik Camillus på udkig efter sin bror og fandt ham på en pub. Gennem Camillus fik Travers tre børnebørn.
I 1977 blev Travers tildelt Order of the British Empire. Hun døde den 23. april 1996 og er begravet i Twickenham, London.